# 埃里克·林
埃里克·林（德語：Erik Ring，20世纪—），德国男子赛艇运动员。他曾代表西德参加世界赛艇锦标赛，获得一枚金牌和二枚铜牌，均其中一枚金牌和一枚铜牌来自于男子轻量级四人单桨无舵手项目，另一枚铜牌来自于男子轻量级八人单桨有舵手项目。